# Bastien Ribot (Musiker)
Bastien Ribot (* 1986 in Toulouse) ist ein französischer Jazzgeiger.

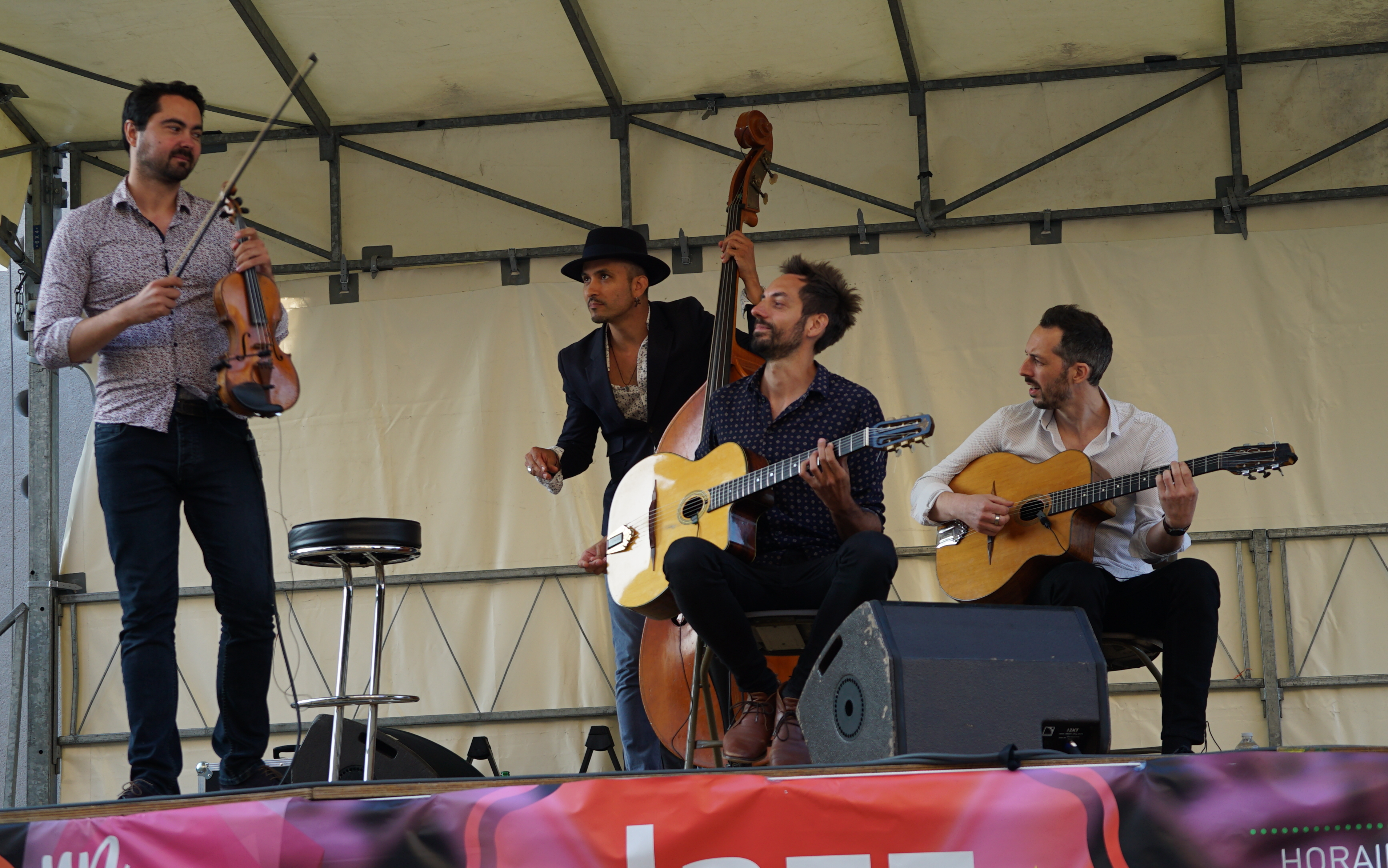
Bastie Ribot (links) mit dem RP Quartet, mit Edouard Pennes, Remi Oswald (Gitarren) und Damien Varaillon (Kontrabass, 2019)

## Leben und Wirken
Ribot hatte klassischen Musikunterricht bei Aimée Auriacombe am CNR Toulouse; die Improvisation entdeckt er dort bei seinem Lehrer Pierre Téodori. Er setzte seine Leidenschaft für Swing manouche mit Tchiquito Lambert im Tchavés Swing in die Praxis um, was dazu führte, dass er mit Musikern des Genres wie Steeve Laffont und Angelo Debarre spielte. Schließlich zog er von Toulouse nach Paris, hatte Unterricht bei Didier Lockwood, an dessen Musikschule er seinen Abschluss machte, und arbeitete in einer stilistischen Breite von Charanga bis Fusion. Ribot gründete mit Edouard Pennes, Rémi Oswald und Eric Willoth das RP Quartet, ein Swing-Quartett, das Musik aus den Anfängen des Jazz spielte und drei Alben aufnahm, Goat Rhythm (2013), Chicken Do It (2014) und Poney Jungle (2015). Mit dem Quartett gastierte er auf Festivals wie Jazz à Montauban, Jazz sur son, 31 oder Niglo (Toulouse). Unter eigenem Namen spielte er das Album Violin Standards ein, mit Jazzstandards wie „C-Jam Blues“, „’Round Midnight“ und „Yesterdays“. Mit dem Gitarristen Rémy Gauche, dem Kontrabassisten Shankar Kirpalani und dem Schlagzeuger Martin Wangermée leitete er weiterhin eine eigene Jazz-Formation.